# Fritz Muliar erzählt jüdische Witze
Fritz Muliar erzählt jüdische Witze und ähnlich Betiteltes war ein inhaltlich häufig wechselndes Kleinkunstprogramm unterschiedlicher Länge des österreichischen Theater- und Filmschauspielers Fritz Muliar, das über Jahrzehnte in verschiedensten Fernseh-, Hörfunk- und Schallplattenaufnahmen dokumentiert wurde. Es trug nach 1945 zur erneuten Popularisierung des jüdischen Witzes im deutschsprachigen Raum bei und begründet den Ruf Muliars als „Meister des jüdischen Witzes“.

## Entstehung
Nach der Annahme einer Arbeit als Conférencier im Wiener Moulin Rouge zur Zeit der Wiener Theaterkrise nach 1949 bemerkte der Schauspieler Muliar seine Talentlosigkeit für Conférencen, wie sie Ernst Waldbrunn und Karl Farkas scheinbar mühelos „aus dem Ärmel schüttelten“. So begann er statt der üblichen lockeren Überleitungen von Programmpunkt zu Programmpunkt ihm bekannte jüdische Witze zu erzählen, was ihm besser lag. Das erste eigenständige Programm Fritz Muliar erzählt jüdische Witze entstand dann durch einen Zufall: Louise Martini sagte aufgrund einer Heiserkeit einen Auftritt als Programmpunkt in der Marietta-Bar, in welcher Muliar in den 1950er Jahren verkehrte, überraschend ab. Gerhard Bronner hatte so schnell keine künstlerische Alternative parat und bat daher Muliar um seine Hilfe. Dieser absolvierte daraufhin sein erstes fünfzehnminütiges Programm mit jüdischen Witzen. Die Begeisterung des Publikums brachte Bronner auf die Idee, bei sich zu Hause eine Bandaufnahme zu machen. Aus dieser produzierten Bronner und Otto Preiser 1959 die erste Schallplatte mit von Muliar dargebotenen jüdischen Witzen, der aufgrund des großen Erfolges zahlreiche weitere folgten.

## Inhalt
Eine Aneinanderreihung jüdischer Witze machte jede Ausprägung – ob auf Schallplatten, im Rundfunk oder auf der Kleinkunstbühne – des bekannten Muliar-Programms aus. Dabei bevorzugte der Erzähler den traditionellen jüdischen Witz, brachte aber bisweilen auch moderne Variationen. Die einzelnen Witze wurden von Muliar häufig eingeleitet mit der Wendung „Damit ich nicht vergess’, Ihnen zu erzählen“.

## Wirkung
Nachdem der jüdische Witz im deutschsprachigen Raum nach dem Holocaust zunächst einigermaßen verpönt war, irrigerweise einigen gar als antisemitisch galt, trug der nur stiefväterlicherseits aus jüdischer Familie stammende Interpret neben der sich zur gleichen Zeit des Themas annehmenden Publizistin Salcia Landmann durch die Verbreitung seiner Witzplatten wesentlich zu seiner populären Wiederentdeckung bei. Muliar selbst sah sein Wirken auch als Beitrag zur Pflege der jüdischen Kultur und Sprache. So gab er späterhin auch Anthologien mit jüdischen Witzen heraus und schrieb Beiträge zu wissenschaftlichen Werken über den jüdischen Humor.
Fritz Muliar absolvierte mit jüdischen Witzen auch große Auftritte im deutschsprachigen Ausland, beispielsweise im Europa-Center-Berlin oder in Hamburg. Neben derartigen Großveranstaltungen war er mit seinem Programm Gast in Veranstaltungshäusern jüdischer Gemeinden. Auch rein literarische Vortragsabende Muliars als Schauspieler und Rezitator beinhalteten später aufgrund der Beliebtheit seiner Kunst des Witzeerzählens beim Publikum einen Block mit jüdischen Witzen.

## Veröffentlichungen (Auswahl)

### Tonträger
- Der jüdische Witz / dargeboten von Fritz Muliar. Preiser 1959
- Kabarett aus Wien Nr. 31.: Bonkes und Chalosches erzählt von Fritz Muliar. Preiser 1960
- Fritz Muliar erzählt jüdische Witze, Preiser o. J.
- Damit ich nicht vergess’, Ihnen zu erzählen! Jüdische Witze 2. Folge. Preiser o. J.
- Fritz Muliar erzählt zum 3. x Jüdische Witze. Preiser o. J.
- Fritz Muliar erzählt Witze, natürlich jüdische. o. J.
- Neue jüdische Witze und Geschichten. (Live-Aufnahme). Philips 1968
- Jiddische Witze und Geschichten. Fontana 1973
- … da lachen nicht nur die Jidden. (Live-Aufnahme). Fontana o. J.
- Fritz Muliar erzählt jüdische Witze. Preiser CD PR90298, 1999
- Damit ich nicht vergess', ihnen zu erzählen! Fritz Muliar erzählt wieder jüdische Witze. Preiser CD PR93043, 1999
- Fritz Muliar erzählt jüdische und andere Witze. Preiser CD PR90659, 2005

### Buchausgaben
- Damit ich nicht vergesse, Ihnen zu erzählen. Fritz Muliar erzählt jiddische Geschichtorlen und Lozelachs. Matari, Hamburg 1967
Der Apfel, Wien 2004, ISBN 978-3-85450-162-6.
- Das Beste aus meiner jüdischen Witze- und Anekdotensammlung. Heyne, München 1974, ISBN 3-453-00387-X (falsche, weil 2-fach verwendete ISBN).

## Einzelbelege
1. ↑  Fritz Muliar gestorben: Volksnaher Charakterdarsteller mit komischem Talent. In: Mindener Tageblatt. 5. Mai 2009, archiviert vom Original (nicht mehr online verfügbar) am 25. Februar 2014; abgerufen am 6. Februar 2014.  Info: Der Archivlink wurde automatisch eingesetzt und noch nicht geprüft. Bitte prüfe Original- und Archivlink gemäß Anleitung und entferne dann diesen Hinweis.
2. ↑  Fritz Muliar/Eva Bakos: Streng indiskret!. Zsolnay, Wien 1969.